# Tricimba scutellata
Tricimba scutellata är en tvåvingeart som beskrevs av Malloch 1925. Tricimba scutellata ingår i släktet Tricimba och familjen fritflugor. Inga underarter finns listade i Catalogue of Life.